# Мирні договори впродовж 1919-1923 років
У листопаді 1918 року закінчилась Перша світова війна, розпочата в серпні 1914 року.
На паризькій мирній конференції перед Німеччиною було поставлено ряд вимог: відмовитися від значної частини своєї території, демілітаризувати Рейнську зону і погодитися на її часткову окупацію у період від 5 до 15 років,виплатити репарації, погодитися з обмеженням в чисельності своїх збройних сил, визнати себе винною за розв'язання Першої світової війни.
29 травня 1919 року Німецька делегація робить контрпропозиції учасникам Паризької мирної конференції. 20 червня внаслідок відмови підписати мирний договір на умовах союзних держав німецький канцлер Шейдеман подав у відставку. 21 червня соціал-демократ Густав Бауер сформував новий уряд з представників соціал-демократів, центристів, і демократів. 28 червня Німеччина підписала Версальський мир.
В ході цієї конференції президент США Вудро Вілсон висунув ідею створення «Ліги Націй».

## Версальський мирний договір
Версальський мирний договір був підписаний у Версалі 28 червня 1919 року державами-переможницями у Першій світовій війні (США, Британією,Італією, Японією, Бельгією тощо) з одного боку, і переможеною Німеччиною - з іншого.  Хоча перемир'я, підписане 11 листопада 1918 року, фактично закінчило бойові дії, знадобилось ще шість місяців переговорів на Паризькій мирній конференції щодо укладення мирного договору.  Договір був зареєстрований у секретаріаті Ліги Нації 21 жовтня 1919 року, і надрукований в Treaty Series.
Згідно з угодою Німеччина втрачала всі свої колонії, які тепер відійшли Франції, Данії, Бельгії, Польщі та іншим державам із числа переможців. 
Крім того німці позбавлялися права на використання літаків , дирижаблів, танків, підводних човнів і великих суден. 
З багатьох положень договору, одним з найважливіших і спірних було взяття Німеччиною на себе відповідальність за спричинення війни (поряд з Австрією та Угорщиною, відповідно до Сен-Жерменського мирного договору і Тріанонського договору) і, відповідно до положень статей 231–248 (пізніше названих Положеннями про провину війни, англ. War Guilt clauses), роззброїтися, здійснити істотні територіальні поступки і платити великі репарації країнам, які формували блок держав Антанти. Загальна вартість цих репарацій була оцінена на 132 млрд марок (у 1921 році $31,4 млрд або £6,6 млрд), що приблизно еквівалентно $442 млрд або £284 млрд. 2013 року, сума, яку багато економістів у той час, зокрема, Джон Мейнард Кейнс, вважав надмірною і контрпродуктивною, оскільки Німеччина мусила платити до 1988 року.
Наслідки
Умови Версальського мирного договору традиційно вважаються виключно принизливими і жорстокими по відношенню до Німеччини. Вважається, що саме це призвело до крайньої соціальної нестабільності всередині країни (після початку світової економічної кризи в 1929 році), виникнення ультраправих сил і приходу до влади нацистів в 1933 році.
Проте жорсткі обмеження, накладені на Німеччину, належним чином не контролювалися європейськими державами або ж порушення їх навмисно спускалися Німеччини з рук, у тому числі: Ремілітаризація Рейнської області, аншлюс Австрії, відторгнення Судетської області Чехословаччини і подальша окупація Чехії і Моравії.
У 1935 році Гітлер відмовився від дотримання Версальського договору

## Сен-Жерменський мирний договір 1919
Сен-Жерменський мирний договір  — мирна угода, один із договорів Версальської системи післявоєнного облаштування Європи, укладений 10 вересня 1919 року у місті Сен-Жермен-ан-Ле поблизу Парижа між так званими головними союзними державами (США, Британською імперією,Францією, Італією, Японією), державами, що утворилися на руїнах Австро-Угорщини (Австрія,Чехословаччина), державами, до складу яких перейшли частини території Австро-Угорщини (Польща,Румунія, Королівство Сербів, Хорватів і Словенців), а також іншими учасниками Першої світової війни(Бельгія, Греція, Китай, Португалія, Куба, Нікарагуа, Панама, Сіам).
Договір став документом, який підсумовував результати Першої світової війни для Австрії як частини колишньої Австро-Угорської імперії (для іншої частини - Угорщини - цю ж роль відіграв Тріанонський договір).
Сен-Жерменський договір констатував розпад Австро-Угорської імперії, що відбувся після капітуляції Австро-Угорщини 27 жовтня 1918 року на ряд самостійних держав — Австрію (з 12 листопада 1918 року — Австрійська Республіка), Угорщину, Чехословаччину, Королівство Сербів, Хорватів і Словенців (з жовтня 1929 року — Югославія), Західно-Українську Народну Республіку.

## Нейїський мирний договір
Нейїський мирний договір було підписано  27 листопада 1919 року в передмісті Парижа Нейї-сюр-Сен. 
Згідно договору Болгарія втрачала Західну Фракію, яка передавалася Греції, та позбавлялася виходу до Егейського моря. Південна Добруджа залишалася у складі Румунії. Частину Македонії було передано Королівству Сербів, Хорватів і Словенців. Болгарії заборонялось тримати в армії більше як 20 000 вояків. Суму репарацій було визнано 2,25 мільярдів золотих франків, що їх належало сплачувати протягом 47 років. 

## Тріанонський мирний договір
Тріанонський мирний договір – підписано 4 червня 1920 року. Це було пов’язано з існуванням Угорської національної республіки. За договором територія Угорщини скорочувалась на 77%, а населення на 59%. 
Згідно договору Румунія отримала Трансильванію та Банат, Королівство Сербів, Хорватів і Словенців – Воєводину і Хорватію. Угорщина втрачала вихід до Адріатичного моря.  Словаччина і Закарпатська Україна переходили до складу Чехо - Словаччини. Угорщина відмовлялася від усіх прав на території колишньої Австро-Угорської монархії, в тому числа на Закарпатську Україну. 
Також Угорщина передала Австрії Бургенланд .
Заборонялася загальна військова повинність, армія обмежувалася 35 000 вояків. Країнам-переможцям Угорщина сплачувала репарації.

## Севрський договір
Севрський мирний договір –  було підписано 10 серпня 1920 року султанським урядом Туреччини, за яким відбувся поділ колишньої Османської імперії. 
Згідно договору Туреччина відмовлялася від арабських земель, визнавала англійський протекторат над Єгиптом, а французький – над Марокко і Тунісом. Туреччина була позбавлена прав на Судан, визнала анексію Кіпру, втрачала володіння на Аравійському півострові та в Європі.  Острови Егейського моря та місто Ізмір передавалися Греції. Армія обмежувалась 50 000 вояків. На території всієї країни зберігався режим капітуляції, що фактично означав перетворення Туреччини в напівколонію.

## Лозанський мирний договір
Лозанський мирний договір 
24 липня 1923 року.За договором юридично закріплювався розпад Османської імперії та визначалися нові кордони Туреччини.
Севрський договір чинності так і не набрав. Туреччина завдяки національно-визвольному рухові зуміла оберегти свій суверенітет та відвоювати частину території.  За договором із радянською Росією 1921 року Туреччина отримала місто Карс і навколишні території. 
20 листопада 1922 року в місті Лозанна було скликано міжнародну конференцію з метою розв’язання проблеми навколо Туреччини та Чорноморських проток. Переговори тривали до 24 липня 1923 року.  У конференції брали участь делегації Великої Британії, Франції, Італії, Японії, Греції, Румунії, Королівства СХС, Туреччини , а також радянських республік (Росії, України, Грузії) та Болгарії. 
Під час конференції було прийнято конвенцію про режим Чорноморських проток, яка базувалась за принципом вільного проходу кораблів, як воєнних так і цивільних під будь-яким прапором. 
24 липня 1923 року було підписано Лозанський договір, за яким юридично закріплювався розпад Османської імперії та визначалися нові кордони Туреччини. До Туреччини поверталися території, які були раніше передані Греції. Згодом Франція поступилася частиною Сирії на користь Туреччини.

## Цитати
Це не мир. Це мир на 20 років. - Фердинанд Фош.